# Норадреналін

Структурна формула

Норадреналі́н або норепінефрин — гормон мозкової речовини наднирників і нейромедіатор. Належить до біогенних амінів, до групи катехоламінів. У жінок стимулює скорочення матки, у чоловіків збільшує периферичний судинний опір і систолічний та діастолічний тиск. Норадреналін — біогенний амін, що разом із адреналіном і дофаміном належать до катехоламінів. На відміну від адреналіну, який, здебільшого, проявляє гормональну активність, норадреналін є медіатором, що відіграє трансмітерну роль в адренергічних синапсах ЦНС та ПНС.
У головному мозку людини норадренергічні нейрони знаходяться, переважно, в зонах блакитної плями, гіпокампу та значній частині кори мозку. Функціональну роль норадреналіну як одного з основних медіаторів центральної нервової системи пов'язують із підтриманням рівня активності нервово-психічних реакцій, формуванням когнітивних та адаптивних процесів.
Адренорецептори широко розповсюдженні як у нервовій системі, так і в інших органах і тканинах. Існують декілька підтипів адренорецепторів, що розрізняються за своїми біохімічними, фізіологічними та фармакологічними властивостями.
Взаємодія лігандів (норадреналіну, адреналіну тощо) із бета-адренорецепторами супроводжується активацією аденілатциклази, збільшенням внутрішньоклітинної концентрації цАМФ і через систему цАМФ-залежних протеїнкіназ — стимуляцією відповідних метаболічних процесів та фізіологічних функцій клітини; прикладом таких реакцій є стимуляція адреналіном глікогенолізу в печінці та м'язах і ліполізу в жировій тканині.
У центральній нервовій системі адренорецептори локалізовані як на постсинаптичних мембранах, забезпечуючи передачу нервового сигналу на нейрон або ефекторний орган, так і на пресинаптичних мембранах, гальмуючи за негативним зворотним зв'язком вивільнення норадреналіну в синаптичну щілину.
Норадреналін має складні біохімічні та функціональні зв'язки на пре- та постсинаптичному рівнях із іншими нейромедіаторами та модуляторами функцій центральної нервової системи: ацетилхоліном, серотоніном, дофаміном, нейропептидами тощо.

### Книги
- Basic Neurochemistry: Molecular, Cellular and Medical Aspects (8th ed.) / Edited by Scott T. Brady, George J. Siegel et al. — Academic Press, 2012. ISBN 978-0-12-374947-5
- Molecular biology of the cell (6th ed) / Alberts B. Johnson A. Lewis J. Morgan D. Raff M. C. Roberts K. Walter P. Wilson J. H. & Hunt T. Garland Science Taylor and Francis Group, 2015.
- From Molecules to Networks An Introduction to Cellular and Molecular Neuroscience. / John H. Byrne, Ruth Heidelberger and M. Neal. Academic Press, 2014. ISBN 978-0-12-397179-1
- Principles of neural science (6th ed.) / Kandel, E. R., Schwartz, J. H., & Jessell, T. M. McGraw-Hill, Health Professions Division, 2019.

### Журнали
- Journal of Neurochemistry
- Neurochemistry International
- Nature: Neuropsychopharmacology
- NeuroPharmacology
- Molecular Neurobiology
- Neuron
- Journal of Neuroscience
- Nature: Neuroscience
- Nature Reviews: Neuroscience
- Cell: Trends in Neurosciences

| Ендокринологія | Це незавершена стаття з ендокринології. Ви можете допомогти проєкту, виправивши або дописавши її. |

| Альфа-спіраль аланіну | Це незавершена стаття з біохімії. Ви можете допомогти проєкту, виправивши або дописавши її. |